# Proposizione atomica
Nella logica e nella filosofia analitica, una proposizione atomica è un tipo di proposizione dichiarativa che è vera o falsa e che non può essere scomposta in altre proposizioni più semplici. Ad esempio, "Il cane corse" è una frase atomica nel linguaggio naturale, mentre "Il cane corse e il gatto si nascose" è una frase molecolare nel linguaggio naturale.
Dal punto di vista dell'analisi logica, la verità o falsità degli enunciati in generale è determinata solo da due cose: la forma logica dell'enunciato e la verità o falsità degli enunciati semplici. Ad esempio,  la verità della frase "Giovanni è greco e Giovanni è felice" è funzione del significato del connettivo logico "e" e dei valori di verità delle frasi atomiche "Giovanni è greco" e "Giovanni è felice". Tuttavia, la verità o la falsità di una proposizione atomica non è una questione che rientra nell'ambito della logica stessa, ma piuttosto di qualunque arte o scienza descritta dal contenuto della proposizione atomica.
La logica ha sviluppato linguaggi artificiali, ad esempio il calcolo proposizionale e il calcolo dei predicati, in parte allo scopo di rivelare la logica sottostante alle affermazioni del linguaggio naturale resa implicita dalla loro struttura grammaticale. In questi linguaggi artificiali una frase atomica è una stringa di simboli che può rappresentare una frase elementare in un linguaggio naturale, e può essere definita come segue: in un linguaggio formale, una formula ben formata (o wff, in inglese: well formed formula) è una stringa di simboli costituita secondo le regole di sintassi del linguaggio.
Un termine è una variabile, una costante individuale o una lettera di funzione non interpretata n-aria seguita da n termini. Una formula atomica è un wff costituito da un enunciato o da una predicato n-ario seguito da n termini. Una proposizione è un wff in cui tutte le variabili sono vincolate. Una proposizione atomica è una formula atomica che non contiene variabili. Ne consegue che una proposizione atomica non contiene connettivi logici, variabili o quantificatori. Una frase composta (detta anche molecolare) è costituita da una o più frasi atomiche unite da un connettivo logico.

## Esempi

### Assunzioni
Negli esempi seguenti, siano:
- F, G, H i predicati;
- a, b, c costanti individuali;
- x, y, z variabili.

### Frasi atomiche
Le seguenti wff sono frasi atomiche poiché non contengono variabili o congiunzioni libere, bensì solo predicati e costanti:
- F(a)
- G(a, b)
- H(a, b, c)

### Formule atomiche
Le seguenti wff sono formule atomiche, ma non sono frasi (atomiche o di altro tipo) perché includono variabili libere:
- F(x)
- G(a, z)
- H(x, y, z)

### Frasi composte
Le seguenti wff sono frasi composte. Sono frasi, ma non sono frasi atomiche perché non sono formule atomiche, dato l'uso di connettivi logici e di quantificatori:
- ∀x (F(x))
- ∃z (G(a, z))
- ∃x ∀y ∃z (H(x, y, z))
- ∀x ∃z (F(x) ∧ G(a, z))
- ∃x ∀y ∃z (G(a, z) ∨ H(x, y, z))

### Formule composte
Le seguenti wff sono formule composte. Non sono formule atomiche, ma sono costruite a partire da formule atomiche mediante i connettivi logici. Inoltre, non sono frasi perché contengono variabili libere:
- F(x) ∧ G(a, z)
- G(a, z) ∨ H(x, y, z)

## Interpretazioni
Una frase è vera o falsa in base a un'interpretazione che assegna valori alle variabili logiche. Ad esempio, si assumano i seguenti valori:

### Costanti individuali
- R: Socrate
- b: Platone
- c: Aristotele

### Predicati
- Fα: α sta dormendo
- Gαβ: α odia β

### Variabili proposizionali
- p: Sta piovendo.

Secondo questa interpretazione le frasi discusse sopra rappresenterebbero le seguenti affermazioni in italiano:
- p: "Piove".
- F ( a ): "Socrate dorme".
- ∀ x ( F ( x )): "Tutti dormono".
- ∃ z ( G ( a , z )): "Socrate odia qualcuno".
- ∀ x ∃ z ( F ( x ) ∧ G ( a , z )): "Tutti dormono e Socrate odia qualcuno".

## Tradurre frasi da una lingua naturale a una lingua artificiale
Le frasi nelle lingue naturali possono essere ambigue, mentre i linguaggi della logica proposizionale e della logica predicativa sono precisi. La traduzione può rivelare tali ambiguità ed esprimere con precisione il significato sotteso.
Ad esempio, prendi la frase inglese "Padre Ted ha sposato Jack e Jill". Questo significa che Jack ha sposato Jill? Nel tradurre potremmo fare le seguenti assunzioni:
costanti individuali
- a : Padre Ted
- b : Jack
- c : Jill

predicati
- M αβγ: α ha officiato al matrimonio di β con γ

Usando queste assunzioni la frase sopra potrebbe essere tradotta come segue:
- M ( a , b , c ): Padre Ted ha officiato il matrimonio di Jack e Jill.
- ∃ x ∃ y ( M ( a , b , x ) ∧ M ( a , c , y )): padre Ted ha officiato il matrimonio di Jack con qualcuno e padre Ted ha officiato il matrimonio di Jill con qualcuno.
- ∃ x ∃ y ( M ( x , a , b ) ∧ M ( y , a , c )): qualcuno ha officiato il matrimonio di padre Ted con Jack e qualcuno ha officiato il matrimonio di padre Ted con Jill.

Per stabilire quale sia la traduzione corretta di “Padre Ted sposò Jack e Jill”, bisognerebbe chiedere al relatore cosa intendesse esattamente.

## Significato filosofico
Gli enunciati atomici sono di particolare interesse nella logica filosofica e nella teoria della verità dove corrispondono a fatti atomici.
Una proposizione atomica (o forse il significato di una proposizione atomica) è chiamata proposizione elementare da Ludwig Wittgenstein e proposizione atomica da Bertrand Russell:
- 4.2 Il senso di una proposizione è il suo accordo e disaccordo con la possibilità di esistenza e di non-esistenza di stati di cose. 4.21 Il tipo più semplice di proposizione, una proposizione elementare, afferma l'esistenza di uno stato di cose. — Wittgenstein, Tractatus Logico-Philosophicus.
- Una proposizione (vera o falsa) che asserisce un fatto atomico è chiamata proposizione atomica. — Russell, "Introduzione al Tractatus Logico-Philosophicus".

Nessuna frase atomica può essere dedotta da (non è implicata da) nessun'altra frase atomica, non esistono due enunciati atomici incompatibili e nessun insieme di enunciati atomici è contraddittorio. Wittgenstein discusse a fondo di questi aspetti nel suo Tractatus. Se ci sono enunciati atomici, allora ci devono essere "fatti atomici" che corrispondono a quelli che sono veri, e la congiunzione di tutti gli enunciati atomici veri dovrebbe affermare tutto ciò che era il caso, cioè "il mondo" poiché, secondo Wittegenstein, "Il mondo è tutto ciò che è il caso" (TLP:1). Allo stesso modo, l'insieme di tutti gli insiemi degli enunciati atomici corrisponde all'insieme di tutti i mondi possibili (tutto ciò che potrebbe essere il caso).
Il T-schema, che incarna la teoria della verità proposta da Alfred Tarski, definisce la verità degli enunciati arbitrari a partire dalla verità degli enunciati atomici.